# つねにすでに
つねにすでに（ドイツ語: immer schon, 英語: always already）あるいは「常に既に」とは、文学理論や現代思想の言説において頻繁に用いられる二重副詞である。英語では、しばしばハイフンを伴って「always-already」とも記される。

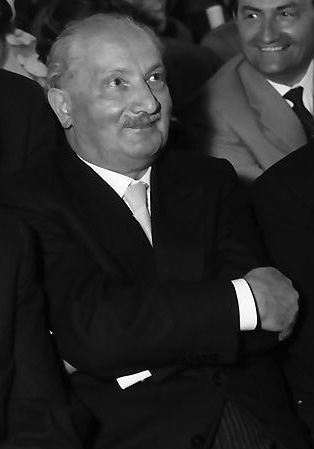
マルティン・ハイデッガー

## 意味
いつからと確定できる始まりなしに続いている行為や状態に対する修飾語。汎時的（panchronic）な先行性（priority/Priorität＝先在性）を言い表わし、さらには、あらかじめ所与とされている自明性について（批判的に）言及する場合に使われ、ひいては、起源が忘却された既定性（Positivität＝実定性、既成性）の意味ともなる。精神分析用語で言う「事後性」（Nachträglichkeit）にも結びつけられる。また、何か或ることが存在する時には共に別の何かが生起してしまっているという等根源的（gleichursprünglich＝同根源的）な共起性、即ち、或る事象を構成する根源（契機、要素、原理、等）が複数併存してどれか先行する一つへは還元できないような多元論的同時性を強調する語句としても用いられる。
「つねにすでに」の典型的な使用例としては、ポール・リクールの物語論に登場する次のような文章がある。「人間の行動は物語として記述することが可能であるが、［…］行動はつねにすでに［記号、規則、基準において］象徴的に媒介されているからである」。
「つねにすでに」という表現を支える一つの中心的考えには、時間軸上のある時点における出来事がひとたび達成されると、その時点より前の時点は「透明」になり、不確かになる、あるいは思考不可能になってしまう、ということがある。例えば、ある人がウィリアム・シェイクスピアの『ハムレット』を初めて読み終えた後、その人は「つねにすでに」『ハムレット』を読み終えていたのであり、その人が『ハムレット』を読む以前の時間は今や過ぎ去った、あるいは「すでに」過ぎ去っていた、と言うことができる。この例から、よく用いられる次のような拡張的用法も導かれる。すなわち、「我々が生きる近代社会において、『ハムレット』をつねにすでに読了しているということは現代的知性の本性である」。同様に、「近代の主体は『つねにすでに』一つの言語を習得しているので、ある意味において、前言語的な主体の存在を考えることは不可能である」、とも言える。
「つねにすでに」という語句は哲学者マルティン・ハイデッガーに由来し、人間の被投性（Geworfenheit＝投げ出されてあること）、即ち、現存在は〈世界–内–存在〉としてあるという思想を表現する用語法である。存在論上、何であるかはさておき何かがあるという「現事実性」に基づき、その「既在性」（既往性）に関わる。ハイデッガーの用いた術語、概念、理論は、現代思想において、マルクス主義以上に重要な位置を占めている。1960年代以降、マルクス主義は批評理論における影響力を失っていったが、この「つねにすでに」は文学理論、解釈学、脱構築／ポスト構造主義において頻繁に用いられ、ハイデッガー以降のフランス現代思想、例えばジャック・デリダの「痕跡」という術語にもその影響は見られる――「生ける現在は、つねにすでにひとつの痕跡である」（『声と現象　フッサール現象学における記号の問題への序論』高橋允昭訳、理想社、1970年、p.159。林好雄訳、ちくま学芸文庫、2005年、p.186では「いつもすでに」）。

## 歴史的用法
「常に既に」に当るドイツ語immer schonやje schon（「その都度すでに」）は、哲学に限らず「前からずっと」「いつももう」「そのたびにこれまで」と言う程の意味で普通に使用される。早くはイマヌエル・カントの『純粋理性批判』中「純粋理性の誤謬推理について」（A346/B404）にもjederzeit schonという表現が見られ、「如何なる場合にも既に」（天野貞祐訳）とか「もともとつねに」（高峯一愚訳）等と翻訳されてきたが、これに「つねにすでに」という日本語を当てた例もある。
「つねにすでに」という表現はカール・マルクスが資本の性質を説明する際に用いられており、その後ハイデッガーの影響によって広められた。『存在と時間』（序論第一章第二節＝原著S. 5、等）での「つねにすでに」（細谷貞雄訳では「いつもすでに」か「いつでもすでに」）はカントにおける「アプリオリ」のハイデッガー的な言い換えだが、論理構造より時間性に重心を移した語感が籠められている。ハイデッガーの師であった現象学者エトムント・フッサールも晩年、あらゆる実践のための地盤となる「生活世界」の概念を『ヨーロッパ諸学の危機と超越論的現象学』（1935～36年執筆）で提起した際は、「つねにすでに immer schon」で「生活世界」を形容したが（第三十三・三十四節・三十七節。細谷恒夫・木田元訳では「いつもすでに」）、この生活世界は「アプリオリ」と結びつけられていた（第三十六節）。
ドイツ語immer schonはフランス語ではtoujours déjàと直訳され、この表現はモーリス・ブランショ（1907–2003年）の著作の多くでも中心的な扱いを受けている。ブランショは、ハイデッガーによるヘルダーリンの詩作における予期の分析を批判し、ステファヌ・マラルメの作品を論じている。ブランショはジャック・デリダにも影響を与えている。ほか、ミシェル・フーコーの『言葉と物』第九章第六節「起源の後退と回帰」は、ハイデッガー『存在と時間』の「つねにすでに」に対する批判的註解としても読める（ヒューバート・Ｌ・ドレイファス＋ポール・ラビノウ『ミシェル・フーコー　構造主義と解釈学を超えて』筑摩書房、1996年、70～74ページ）。